# Busaiteen Club
Busaiteen Club is een Bahreinse voetbalclub. Dit club heeft kampioenschap van hoogste niveau voetbal in 2013 behaald. Club speelt anno 2020 in Bahreinse Premier League.

## Bekende (ex-)spelers
- Murilo de Almeida

## Erelijst
- Premier League : 2013 (1x)
- Bahraini FA Cup : 2003 (1x)

Al-Ahli · Al Hala · Al-Hidd · Al-Shabab · Al-Muharraq · Al-Najma · Al-Riffa SC · Busaiteen · East Riffa · Manama